# Canillejas (Madrid)

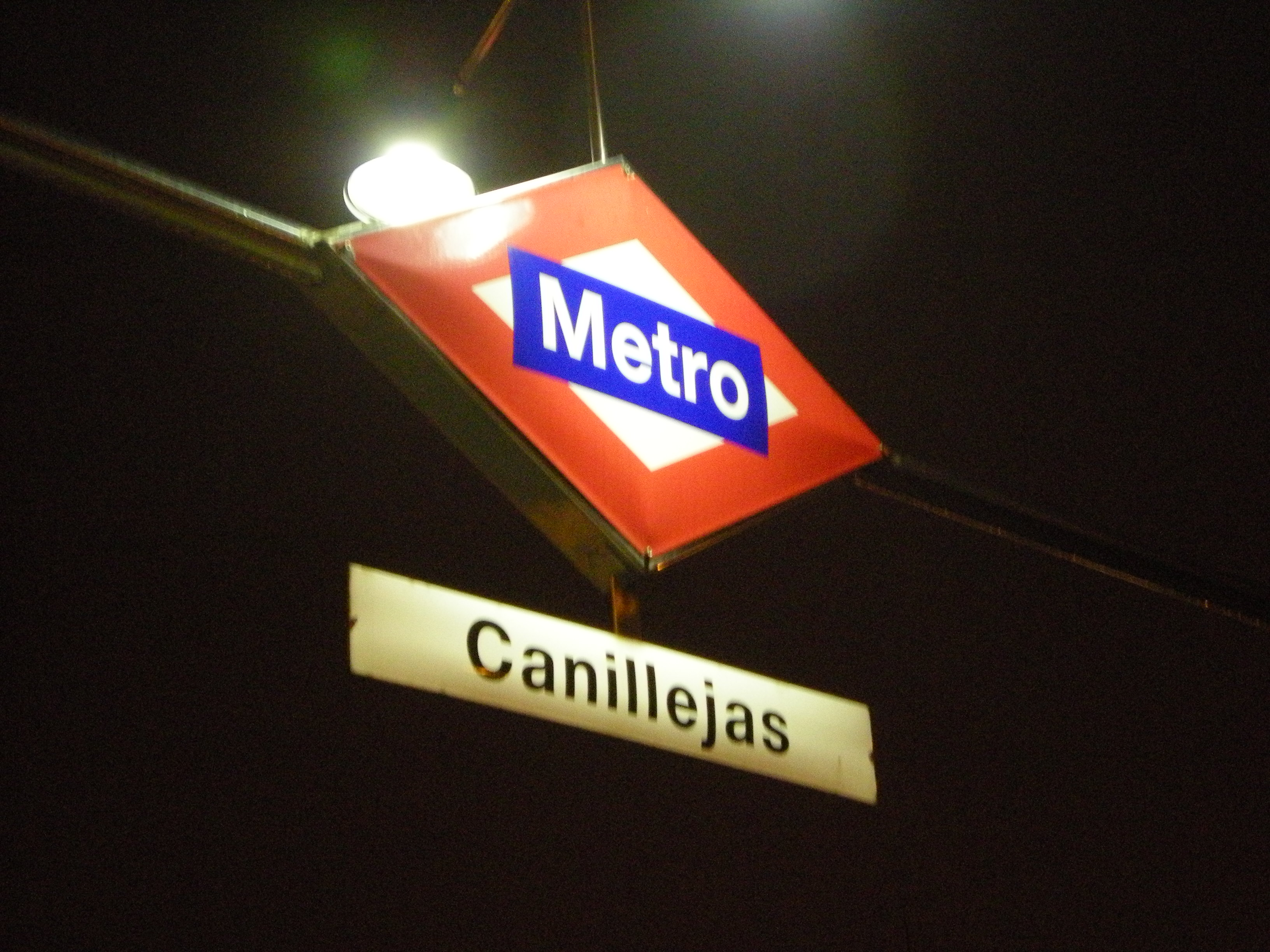
Metrostationen Canillejas.

Canillejas är en stadsdel och tidigare kommun (municipio) som tillhör distriktet San Blas, i staden Madrid, Spanien.
Canillejas är ett medelklassområde och ligger nära Madrid-Barajas flygplats. Canillejas har växt kraftigt under de senaste två decennierna. Enligt folkräkningen 2001 uppgick antalet invånare i Canillejas till 15 717 personer. Det var tidigare den sista utposten innan man nådde landsbygden, men flankeras nu av nytillkommen bebyggelse. Huvudgatan genom området mot Madrids centrum är Alcalá längs vilken flera av Madrids landmärken ligger såsom Las Ventas och Retiroparken innan gatan till sist når Puerta del Sol.

## Historia
Historiskt sett är det en av de allra äldsta bebyggelserna i området kring Madrid, belägen i nordöstra delen av huvudstaden och grundades redan på 1200-talet. I en studie över byarna som gjordes på uppdrag av kardinal Cisnero på 1500-talet förekommer Canillejas bland de municipios som löd under Toledo.
Det nuvarande distriktet San Blas förekommer som jordområde på den första kartan över Canillejas från 1875, som då var det enda bebyggelseområdet.
Under de två första decennierna av 1900-talet fördubblades befolkningen i Canillejas, vilket åter sker under de två följande decennierna. De privata gårdarna och närliggande markområden, såsom det tillhörande Marquesa de Torre Arias och det tillhörande Marqués de Canillejas, förekommer under denna epok som ett samhälle (municipio) med en hög levnadsnivå.
Samhället Canillejas tillhörde administrativt sett till Alcalá de Henares till dess det överfördes till Madrid genom ett dekret den 24 juni 1949. När man gjorde den administrativa indelningen av Madrid i distrikt lyckades man inte återskapa namnet Canillejas, i motsats till huvudstadens andra distrikt som har bevarat namnen på de municipios de tidigare var under en annan tid, som: Barajas, Vicálvaro, Carabanchel, Chamartín och Villaverde bland andra.
Under utvecklingens gång har området omvandlats till en zon för de immigranter som kommer till huvudstaden för att söka arbete i den omkringliggande industrin, och har på detta sätt blivit en viktig punkt för arbetarnas agitation.

## Kultur
Den 1–7 september äger den lokala Canillejasfesten rum.

## Kommunikationer
Canillejas är en av de sista stationerna på Linje 5 av Madrids tunnelbana.